# كريستيان س. ساندرسون
كريستيان س. ساندرسون (بالإنجليزية: Christian C. Sanderson)‏ هو عازف كمان ‏ ومؤرخ ومدرس أمريكي، ولد في 1882، وتوفي في 1966.